# Julio Chumbes
Julio César Chumbes Carbajal (Huancavelica, 21 de septiembre de 1968) es un arquitecto y político peruano. Fue alcalde de la ciudad de Huancavelica entre 2015 y 2018.

## Biografía
Nació en la ciudad de Huancavelica, el 21 de septiembre de 1968. Es hijo de Raymundo Chumbes Charapaqui y de Julia Carbajal Sobrevilla.
Cursó sus estudios primarios y secundarios en su ciudad natal. Entre 1985 y 1991 cursó estudios superiores de arquitectura en la Universidad Nacional del Centro del Perú en la ciudad de Huancayo. Entre 2006 y 2008 cursó la maestría en gerencia social en la Pontificia Universidad Católica del Perú.

## Carrera política
Se inició en la política participando en las elecciones regionales del año 2002 como candidato a la presidencia del Gobierno Regional de Huancavelica por Unidad Nacional, quedando en séptimo lugar. Asimismo, intentó ser alcalde de la ciudad de Huancavelica en las elecciones municipales del 2006 sin obtener la representación y en las elecciones del 2014 en las que sí logró ser elegido con el 28.333% de los votos.